# Discocalyx camptobotrys
Discocalyx camptobotrys là một loài thực vật có hoa trong họ Anh thảo. Loài này được (K.Schum.) Sleumer mô tả khoa học đầu tiên năm 1988.